# Јези
Јези (итал. Jesi) насеље је у Италији у округу Анкона, региону Марке.
Према процени из 2011. у насељу је живело 36985 становника. Насеље се налази на надморској висини од 95 м.

## Становништво
Према резултатима пописа становништва 2011. у општини је живело 40.303 становника.
| 1936.  | 1951.  | 1961.  | 1971.  | 1981.  | 1991.  | 2001.  | 2011.  |
| ------ | ------ | ------ | ------ | ------ | ------ | ------ | ------ |
| 29.587 | 32.743 | 35.331 | 40.193 | 40.954 | 40.156 | 39.224 | 40.303 |

## Партнерски градови
- Вајблинген
- Мајен
- Лучера
- Галац